# Cozmești (Vaslui)
Cozmești is een Roemeense gemeente in het district Vaslui.
Cozmești telt 2484 inwoners.